# Упернавик
| Координате: 72°47′13″N 56°08′50″W |                  |
| Држава                            | Краљевина Данска |
| У сатаву земље                    | Гренланд         |
| Самоуправа                        | Аваната          |
| Становништво (2017)               |                  |
| • Укупно                          | 1,055            |
| Временска зона                    | UTC-3 (UTC-3)    |
| Поштански број                    | 3962             |

Упернавик (Калааллисут: „Спрингтиме Плаце”) је мали град у самоуправи Аваната на северозападу Гренланда, смештен на малом острву са истим називом. Са 1055 становника као у 2017, то је тринаести највећи град на Гренланду. Због мале насељености, све је међусобно близу.
Поседује Упернавик музеј, То је најсевернији град на Гренланду који има више од 1000 становника.

## Историја
Град је пронађен као Упернавик 1772. О бившег имена острва, понекад је било познато као Женско острво, име јој је такође понекад енглизирано као „Уппернавик”.1824.
Кингиторсуак Рунестоне је пронађен изван града. Имао је рунске карактере остављене од Нормана, вероватно крајем 13. века. рунски карактери набрајају имена три групе Нормана и помињу конструкцију од наслаганих камења у близини.
Ово је најсевернији предео у којем су предмети Нормана пронађени, са којима постоје мали предмети који су могли бити пренети северно од стране Инуитских трговаца и обележавају најсевернију границу истраживања Викинга.

## Превоз
Упернавик опслужује Аир Гренланд, са планираним летовима од аеродрома Упернавик ка општинама Qaanaaq, Qaarsut, Ilulissat. Већина насељеника се служи током радних дана са хеликоптером Бел 212.
Такође, у летње време, мали трајект Ројал Арктик Лине компаније плови до локалних села. ту има неколико превозних линја које пресецају Упернавик с краја на крај. Мањи број возних станица су смештене у центру града такође.

## Упернавик Архипелаг
Упернавик је смештен на Упернавик Архипелагу, огромни архипелаг малих острва на североисточној обали граничног zaliva Бафин Беј. Архипелаг се рпужа од северозападне обале полуострва Сигуп Нуна на југу око 71 степени 50 минута северно и 56 степени западно до јужног краја залива Мелвил Беј на северу око 74 степении 50 минута северно и 57 степени и 30 минута западно.

## Популација
Са 1055 становника од 2017. године, Упернавик је трећи највећи град у самоуправи Аваната.Популација је била релативно стабилна током последње две деценије и порасла је за више од 28 % у односу на стањаод 1990. године, са мигрантима од малих насеља на архипелагу чине популациони ниво стабилним. Бициклисткиња Хане Малмберг је рођена у Упернавику. Она је представљала Данску на Летњим Олимпијским играма 1992. године.

## Клима
Упернавик има климу тундре. Зиме су веома хладне и снежне, а лета прохладна. Са средњом вредности од само 5.2 у јулу, дрвеће се не може развијати. Јесен и зима су највлажнија доба, а пролеће најсувље.
| Климатски подаци за Упернавик 1961—1990, екстреми 1958—1999, падавине 1958—1981 | Климатски подаци за Упернавик 1961—1990, екстреми 1958—1999, падавине 1958—1981 | Климатски подаци за Упернавик 1961—1990, екстреми 1958—1999, падавине 1958—1981 | Климатски подаци за Упернавик 1961—1990, екстреми 1958—1999, падавине 1958—1981 | Климатски подаци за Упернавик 1961—1990, екстреми 1958—1999, падавине 1958—1981 | Климатски подаци за Упернавик 1961—1990, екстреми 1958—1999, падавине 1958—1981 | Климатски подаци за Упернавик 1961—1990, екстреми 1958—1999, падавине 1958—1981 | Климатски подаци за Упернавик 1961—1990, екстреми 1958—1999, падавине 1958—1981 | Климатски подаци за Упернавик 1961—1990, екстреми 1958—1999, падавине 1958—1981 | Климатски подаци за Упернавик 1961—1990, екстреми 1958—1999, падавине 1958—1981 | Климатски подаци за Упернавик 1961—1990, екстреми 1958—1999, падавине 1958—1981 | Климатски подаци за Упернавик 1961—1990, екстреми 1958—1999, падавине 1958—1981 | Климатски подаци за Упернавик 1961—1990, екстреми 1958—1999, падавине 1958—1981 | Климатски подаци за Упернавик 1961—1990, екстреми 1958—1999, падавине 1958—1981 |
| Месец                                                                           | Jan                                                                             | Feb                                                                             | Mar                                                                             | Apr                                                                             | May                                                                             | Jun                                                                             | Jul                                                                             | Aug                                                                             | Sep                                                                             | Oct                                                                             | Nov                                                                             | Dec                                                                             | Year                                                                            |
| ------------------------------------------------------------------------------- | ------------------------------------------------------------------------------- | ------------------------------------------------------------------------------- | ------------------------------------------------------------------------------- | ------------------------------------------------------------------------------- | ------------------------------------------------------------------------------- | ------------------------------------------------------------------------------- | ------------------------------------------------------------------------------- | ------------------------------------------------------------------------------- | ------------------------------------------------------------------------------- | ------------------------------------------------------------------------------- | ------------------------------------------------------------------------------- | ------------------------------------------------------------------------------- | ------------------------------------------------------------------------------- |
| Рекордно велике температуре °C (°F)                                             | 11.0 (51.8)                                                                     | 8.0 (46.4)                                                                      | 10.0 (50)                                                                       | 8.5 (47.3)                                                                      | 14.0 (57.2)                                                                     | 18.0 (64.4)                                                                     | 18.2 (64.8)                                                                     | 19.9 (67.8)                                                                     | 14.3 (57.7)                                                                     | 13.0 (55.4)                                                                     | 8.6 (47.5)                                                                      | 8.5 (47.3)                                                                      | 19.9 (67.8)                                                                     |
| Просек максималних температура °C (°F)                                          | −13.6 (7.5)                                                                     | −15.8 (3.6)                                                                     | −16.4 (2.5)                                                                     | −9.5 (14.9)                                                                     | −1.3 (29.7)                                                                     | 3.9 (39)                                                                        | 8.0 (46.4)                                                                      | 7.7 (45.9)                                                                      | 3.0 (37.4)                                                                      | −2.1 (28.2)                                                                     | −6.5 (20.3)                                                                     | −11.2 (11.8)                                                                    | −4.5 (23.9)                                                                     |
| Просек минималних температура°C (°F)                                            | −19.8 (−3.6)                                                                    | −22.3 (−8.1)                                                                    | −23.2 (−9.8)                                                                    | −16.6 (2.1)                                                                     | −6.5 (20.3)                                                                     | −0.9 (30.4)                                                                     | 2.4 (36.3)                                                                      | 2.5 (36.5)                                                                      | −1.1 (30)                                                                       | −5.8 (21.6)                                                                     | −10.7 (12.7)                                                                    | −16.1 (3)                                                                       | −9.8 (14.3)                                                                     |
| Рекордно ниске температуре°C (°F)                                               | −32.2 (−26)                                                                     | −38.4 (−37.1)                                                                   | −39.0 (−38.2)                                                                   | −30.2 (−22.4)                                                                   | −22.6 (−8.7)                                                                    | −7.0 (19.4)                                                                     | −4.0 (24.8)                                                                     | −3.8 (25.2)                                                                     | −12.2 (10)                                                                      | −14.5 (5.9)                                                                     | −25.6 (−14.1)                                                                   | −31.6 (−24.9)                                                                   | −39 (−38.2)                                                                     |
| Просечне падавине мм (инча)                                                     | 12 (0.47)                                                                       | 13 (0.51)                                                                       | 8 (0.31)                                                                        | 14 (0.55)                                                                       | 10 (0.39)                                                                       | 14 (0.55)                                                                       | 29 (1.14)                                                                       | 26 (1.02)                                                                       | 38 (1.5)                                                                        | 33 (1.3)                                                                        | 34 (1.34)                                                                       | 20 (0.79)                                                                       | 251 (9.87)                                                                      |
| Просечне дневне падавине ({\displaystyle \geq }1)                               | 3.6                                                                             | 3.8                                                                             | 3.0                                                                             | 3.6                                                                             | 3.2                                                                             | 3.8                                                                             | 5.4                                                                             | 5.1                                                                             | 8.5                                                                             | 8.1                                                                             | 9.2                                                                             | 7.3                                                                             | 64.6                                                                            |
| Просек снежних дана                                                             | 9.0                                                                             | 8.5                                                                             | 6.7                                                                             | 9.0                                                                             | 7.8                                                                             | 5.5                                                                             | 1.0                                                                             | 0.7                                                                             | 8.2                                                                             | 12.8                                                                            | 15.9                                                                            | 14.7                                                                            | 99.8                                                                            |
| Извор: Дански метеоролошки институт.                                            |                                                                                 |                                                                                 |                                                                                 |                                                                                 |                                                                                 |                                                                                 |                                                                                 |                                                                                 |                                                                                 |                                                                                 |                                                                                 |                                                                                 |                                                                                 |